# Политравма
Политравма — собирательное понятие (медицинский термин), под которым понимаются множественные травматические повреждения органов или тканей у одного пострадавшего, оцененные по шкале ISS на 17 и более баллов. Как правило, политравма является следствием высокоэнергетической травмы (мото- и автокатастрофы, падение со значительной высоты и др.).
Для пациентов с политравмой характерно несоответствие тяжести состояния и тяжести повреждения, что обусловлено так называемым феноменом взаимного отягощения.
Обычно частота политравм не превышает 14—15 % всех случаев повреждений, однако в экстремальных ситуациях (боевые действия, техногенные и природные катастрофы и т. п.) их частота возрастает вплоть до 30—40 %.